# ちゅちゅ (タレント)
ちゅちゅ（2月17日- ）は、日本のタレント、モデル、コスプレイヤー。オムニア所属。埼玉県出身。　

## 人物・概要
趣味は漫画、アニメ、コスプレ、男装。特技はヘアアレンジ、人の目を見て話すこと。

## 出演歴

### テレビ
- レッツドローン！(レギュラー、全4話、2019 - 、EXスポーツ＆バラエティ)
- 山里と100人の美女 真夏の女子会 大告白SP。(TBSテレビ)

### WEB
- Call Me！
- ニコ生
- 美人スナップ

### コラボ商品
- オリジナルブランド 「chuuse me」
- Gizmobies「SWEET CANDY」